# Stevenia hirtigena
Stevenia hirtigena är en tvåvingeart som beskrevs av Herting 1961. Stevenia hirtigena ingår i släktet Stevenia och familjen gråsuggeflugor.
Artens utbredningsområde är Iran. Inga underarter finns listade i Catalogue of Life.